# فرودگاه فینکا ۶۳
فرودگاه فینکا ۶۳ (به انگلیسی: Finca 63 Airport) یک فرودگاه همگانی است . این فرودگاه در کشور کاستاریکا قرار دارد و در ارتفاع ۱۱ متری از سطح دریا واقع شده است.